# Mohammad Hussein Fadlallah
Mohammad Hussein Fadlallah (en arabe : محمد حسين فضل الله), né le 16 novembre 1935 et mort le 4 juillet 2010, est un religieux libanais, chiite qui est souvent considéré comme le chef spirituel du Hezbollah. 
Fadlallah est né dans la ville de Nadjaf, en Irak, en 1935. Il a d'abord étudié dans une école traditionnelle avant d'étudier dans une école moderne créée par le journaliste Jamiat Muntada Al-Nasher.[réf. nécessaire] En Irak, il a édité un journal mineur, il quitte ce pays pour le Liban en 1952.
Après son installation au Liban, il a donné beaucoup de conférences, écrit des douzaines de livres, fondé plusieurs écoles religieuses, créé l'association Mabarrat. Grâce à cette association il a ouvert plusieurs bibliothèques publiques, un centre culturel pour les femmes et une clinique médicale.
Pendant la guerre civile libanaise, il a été enlevé par une milice chrétienne et il est forcé de partir vers Nab'aa (un quartier dans la banlieue de Beyrouth). Il a condamné l'ingérence américaine et israélienne dans les affaires internes libanaise, dénonçant l'impérialisme et le sionisme. Il a défendu la république islamique d'Iran et les mouvements musulmans au Liban. Dans ses prêches, il a soutenu la résistance armée face aux forces d'occupation israéliennes, au Liban, dans la Cisjordanie et dans la bande de Gaza. Il tient des vues progressistes sur le statut des femmes. Il a été la cible de nombreuses tentatives d'assassinat[réf. nécessaire]dont une avec une voiture piégée en 1985 qui a tué 80 personnes. Cette opération aurait été organisée à l'instigation du directeur de la CIA William Casey, dirigée et financée à hauteur de 3 millions de dollars par les services secrets saoudiens et exécutée sur le terrain par un Anglais vétéran du SAS avec le soutien des services secrets libanais.

## Son enfance
Sayyid Fadlallah est né à Nadjaf le 16 novembre 1935. Son père, Sayyid Abdulraouf Fadlullah, est un libanais qui a émigré en Irak en 1928 pour poursuivre ses études théologiques. En 1953, à l'âge de seize ans, Fadlallah s'est rendu au Liban pour assister à une cérémonie commémorative d'un religieux chiite. Lors de la commémoration il s'est illustré par une poésie qui a étonné beaucoup de personnes. Il a continué à écrire des poésies jusqu'à sa mort, qui ont pour thème l'Islam.

## Études
Fadlallah a d'abord étudié dans une école musulmane (Kutaab) où il a appris le Coran et les principes de bases de l'écriture et de la lecture. Ces écoles qui étaient dirigées par de vieux cheikhs traditionalistes ont donné une mauvaise impression aux jeunes disciples et à Fadlallah en particulier. Il décide donc d'abandonner cette école religieuse pour aller étudier dans une école moderne fondée par un journaliste, Al-Nasher de Jamiat Muntada. Il est resté dans cette école deux ans.
Il a commencé à étudier les sciences religieuses très jeune. Il a lu Ajroumiah à l'âge de neuf ans, puis il a lu Qatr al-Nada wa Bal Al-Sada d'Ibn Hisham.
Il a su très vite qu'il n'allait pas être un religieux traditionnel puisqu'il s'intéresse beaucoup à la culture et au monde littéraire, il a lu de nombreux livres libanais, beaucoup de magazine égyptiens et des journaux irakiens.
Il aimait lire le magazine égyptien Al-Musawir, le magazine Zayan (publié par Hassan Al-Zayan) le magazine Al Katib publié par l'écrivain égyptien Taha Hussein.
Il découvre la poésie à l'âge de dix ans, sous les conseils de son premier professeur, son père Sayyid Abdulraouf Fadlullah.
Il a accompli le cours qu'on appelle Sutouh où l'étudiant lit le livre et écoute l'explication de son professeur. Il a également étudié la langue, la logique et la jurisprudence arabe. Il n'avait pas besoin de deuxième professeur, jusqu'à ce qu'il débute la deuxième partie de ses études, Kifayat at Usul qu'il a étudié avec un professeur iranien Cheikh mujtaba Al-Linkarani

## Retour au Liban
Il termine ses études en 1966, c'est l'occasion pour lui de revenir au Liban. Au Liban, il s'intéresse à toutes les questions politiques et sociales, comprenant le colonialisme français, l'unité islamique, le chômage, etc.
En 1966, il reçoit une invitation d'un mouvement religieux, Usrat Ataakhi (la famille de la fraternité) qui l'invite à se rendre dans la ville de Nabba’a dans la banlieue de Beyrouth, ce qu'il accepte.
À Nabba’a, il organisait des conférences culturelles, et fournissait des discours religieux et politique à des religieux chiites.
Néanmoins, son principal souci était de continuer son travail universitaire, c'est ainsi qu'il fonde une école religieuse, l'institut musulman de la charia. Il a ouvert plusieurs bibliothèques publiques, un centre culturel pour les femmes et une clinique médicale.
Lors de la guerre civile, il quitte Beyrouth pour le Liban sud, où il enseigne et instruit les chiites de la région. Il a utilisé la mosquée comme centre pour donner des leçons d'interprétation du Coran, aussi bien que des discours religieux et moraux en particulier lors de célébration religieuse comme Achoura. Il reprend ensuite son travail d'universitaire et il donne des leçons quotidiennes sur la jurisprudence et la morale islamique.
Alors que le Hezbollah entame ses premiers attentats-suicides en 1983, Fadlallah s'y oppose, levant des objections juridiques et affirmant que l'islam interdit à ses membres de se suicider.

## Attentat de 1985
Le 8 mars 1985, l'explosion d'une voiture piégée dans un quartier pauvre et majoritairement chiite de Beyrouth provoque près de 300 morts et blessés. L'attentat, probablement organisé par la CIA en représailles aux attaques du Hezbollah contre les soldats américains au Liban, aurait été principalement destiné à le tuer.

## Chef religieux
Les dernières années de sa vie, il réside à Beyrouth, où il est le principal chef spirituel de la communauté chiite libanaise et, au-delà, une voie écouté du monde chiite en Asie centrale et dans le Golfe.
Réputé pour ses opinions modérées en matière sociétale, il participe en 1998 à une conférence universitaire à l'Université américaine de Beyrouth sur les droits de la femme. Le 25 novembre 2007, à l’occasion de la « Journée Mondiale Contre la Violence faite aux femmes », il donne un avis « juridique » contre toute forme de violence faite aux femmes qu'il qualifie de « comportement humain parmi les plus ignobles » et rejette la violence comme contraire aux préceptes de l'islam. Il indique également que « la femme peut répondre à la violence physique de l’homme contre elle par une même violence, dans le cadre de l’autodéfense » et refuse toute notion de supériorité ou de souveraineté de l'homme sur la femme. Cette fatwa a eu un impact majeur dans tout le monde arabe en générant de nombreux débats, et est même interprétée par de nombreux médias arabes comme « le droit de la femme à frapper son mari et à quitter son lit ».
Il défend à la fin des années 1990 le chanteur Marcel Khalifé, accusé de blasphème par les autorités judiciaires et certains responsables religieux pour les paroles de l'une de ses chansons.
Fadlallah condamne le terrorisme, en particulier les attentats du 11 septembre 2001. Mais il publie également une fatwa interdisant aux musulmans d'aider les Américains à occuper un pays musulman. Il fustige la politique de colonisation à Jérusalem-Est et, jusque dans son dernier prêche, il critique le soutien des États-Unis à Israël.
Il meurt le 4 juillet 2010, dans un hôpital de Beyrouth âgé de 74 ans. Des centaines de milliers de personnes vêtues de noir, hommes et femmes, assistent à ses funérailles dans le sud de la capitale.